# Туган авылым
Туган авылым (в переводе с тат. — Родная деревня) — ресторанно-развлекательный комплекс в Казани, стилизованный под татарскую деревню. Через дорогу находится кукольный театр Экият.

## Описание
Среди цветов, скамеек, фонтанчиков есть маленькие деревянные домики с крылечком и перилами, каждый из которых имеет своё предназначение.
В одном из них есть бильярд, танцевальный клуб, боулинг и другие развлечения для гостей. Есть колодец с ведром, висящим на тяжелой цепи. Возле забора стоит 4-этажная мельница.
Ещё есть банька, в ней представлено множество чанов, деревянные полати, черпаки, тазы, и т. д..
Также в деревне есть не настоящая пасека, несколько кафе, памятник эчпочмаку, центр имени Альфии Авзаловой.
В центре деревни есть пруд, через который перекинут выгнутый деревянный мост.
Везде размещены разные светильники. Есть сувенирный магазин. Тут же находится гончарная мастерская, где можно научиться пользоваться гончарным кругом для изготовления предметов из глины.

## История
- Открыт в 2005 году к 1000-летию Казани.
- 3 декабря 2014 года на месте казино открылась мечеть[3].
- 31 августа 2016 году ко дню города и дню республики был открыт памятник эчпочмаку[4].
- 17 октября 2018 года открыли обновлённый ресторан с дровяной печью[5].
- 7 июля 2021 года открылся центр имени певицы Альфии Авзаловой[6].

## Рекорды
- Самый большой яблочный пирог(алма балеш) — 45 метров[7]

- 1 июня 2015 года в «Туган Авылым» был поставлен мировой рекорд по приготовлению самого большого эчпочмака.

Вес: 24 кг
Длина: 91 см
- 30 августа 2015 года — в честь десятилетнего юбилея НК «Туган Авылым», и 1010-летия города Казани был поставлен рекорд по приготовлению 1010 треугольников.

- 13 марта 2016 года в «Туган Авылым» был признан рекорд по приготовлению самого большого кыстыбый

Вес: 60 кг
Длина: 108 см
Ширина: 61 см
- 9 июля 2016 года в «Туган Авылым» был признан рекорд по приготовлению самого длинного хвороста, длина теста составила 500 метров.

- 23 июня 2018 года был зафиксирован рекорд по приготовлению самого большого перемяча.

Диаметр: 118 см
- 31 августа 2019 года в НК «Туган Авылым» был признан рекорд по приготовлению самого большого «талкыш -калеве»

4200 штук, высотой 100 см
- 3 октября 2020 года был установлен рекорд по приготовлению самой длинной тутырмы. 46 метров 75 см

Приготовление тутырмы заняло 5 дней.
- 28 августа 2021 года самый большой дучмак.

Размер: 3×3 м
Вес: 150 кг